# Boelenslaan
Boelenslaan (Fries: Boelensloane, [bulnz’lɔ.ənə]) is een dorp in het zuiden van de gemeente Achtkarspelen, in de Nederlandse provincie Friesland. Het dorp telde in 2023 1.200 inwoners. Het dorp ligt tussen Drachten en Surhuisterveen, en tussen Harkema en Houtigehage. Het dorp ligt aan de Boelenswei, met de meeste bebouwing aan de westkant van deze weg. Onder het postcodegebied van Boelenslaan valt een deel van de buurtschap Wildveld en een deel van de buurtschap Jachtveld, langs de N369. Boelenslaan is een tweelingdorp met Houtigehage, omdat de dorpen dicht bij elkaar liggen en de geschiedenis van beide dorpen nagenoeg gelijktijdig verloopt.

## Geschiedenis
In het heidegebied onder Surhuisterveen ontstond in de eerste helft van de 19e eeuw een soort veenkolonie. De Surhuisterveenseheide of Feanster Heidewerd het gebied genoemd. Er ontstond een buurtschap van zogenaamde spitketen, waar de arme veenarbeiders woonden. De inwoners leefden van het turfsteken. Door het verveningsgebied van de Surhuisterveenseheide liep een zandweg die Heidelaan werd genoemd. Deze werd later hernoemd naar de familie Boelens die een state en grond bezat ten zuidwesten van Buitenpost. Omdat er aanvankelijk alleen sprake was van lintbebouwing was de naam van de straat en de buurt dezelfde. In 1852 werd er een kerk gebouwd, waardoor Boelenslaan een dorp kon worden genoemd. 
De plaggenhutten werden in de 20e eeuw vervangen door woningen van steen, dit waren Woningwetwoningen. In de jaren 30 ontwikkelde zich meer bebouwing in heidegebied rondom het dorp behoorde. Zo ontstonden er kleine nederzettingen die gekoppeld zijn aan het dorp. Alleen de Langewijk ligt enigszins los. Deze streek viel tot 1943 onder het dorp Rottevalle.
Hedendaags is het vooral de veehouderij en fietsenfabriek Pointer die voor werkgelegenheid zorgen.

## Kerken
De oudste kerk van het dorp is de Hervormde Kerk. Deze is een zaalkerk uit 1851/1852 en heeft een dakruiter op de voorgevel. De kerk sloot 1980 voor de gewone diensten, maar doet nog wel dienst als aula voor begrafenissen.
De andere kerk is een kapelkerk uit 1905 en wordt zowel De Kapel als het Witte Kerkje genoemd, wegens diens kleur. De kerk is in handen van de vGKN Boelenslaan en fungeert nog als geloofsgebouw.

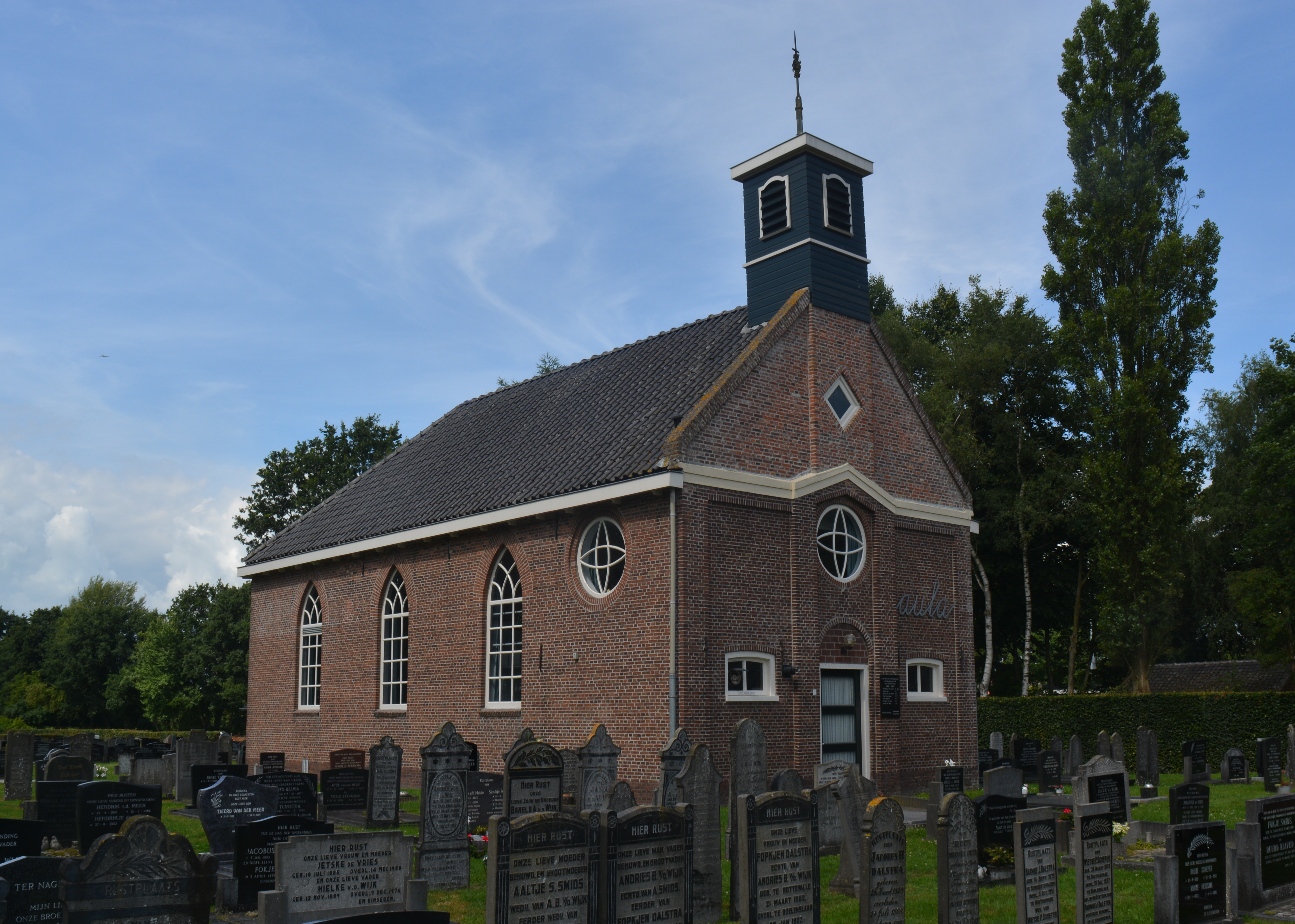
De Hervormde kerk (aula)
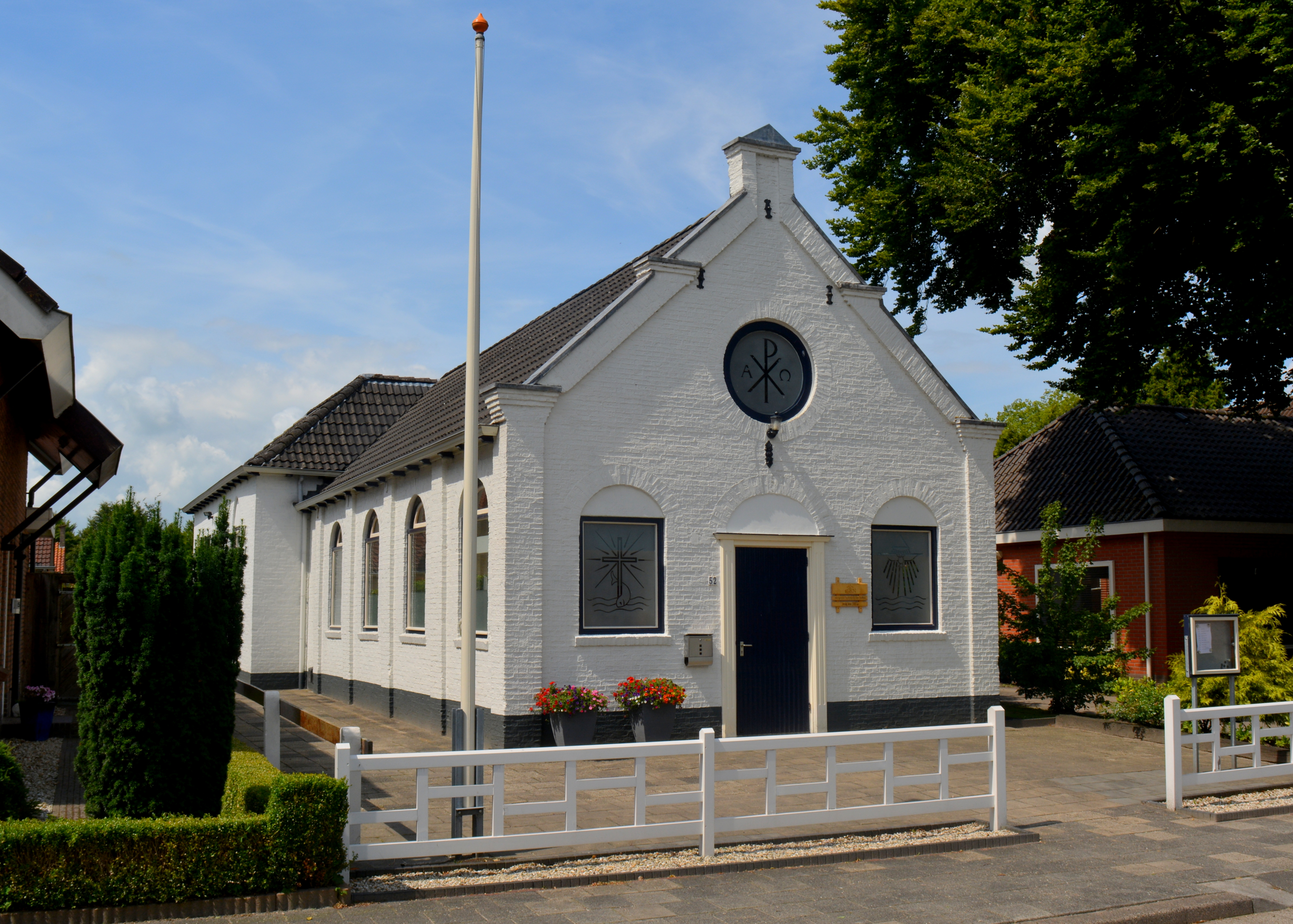
Het Witte Kerkje

## Sport
Sinds 1966 kent het dorp de korfbalvereniging KC Boelenslaan.

## Cultuur
Het dorp kent sinds 2000 een dorpshuis, De Smoutte geheten. Verder is er de Muziekvereniging Polyphonia en de dorpskrant van Boelenslaan heet het Nijs fan 'e Loane.

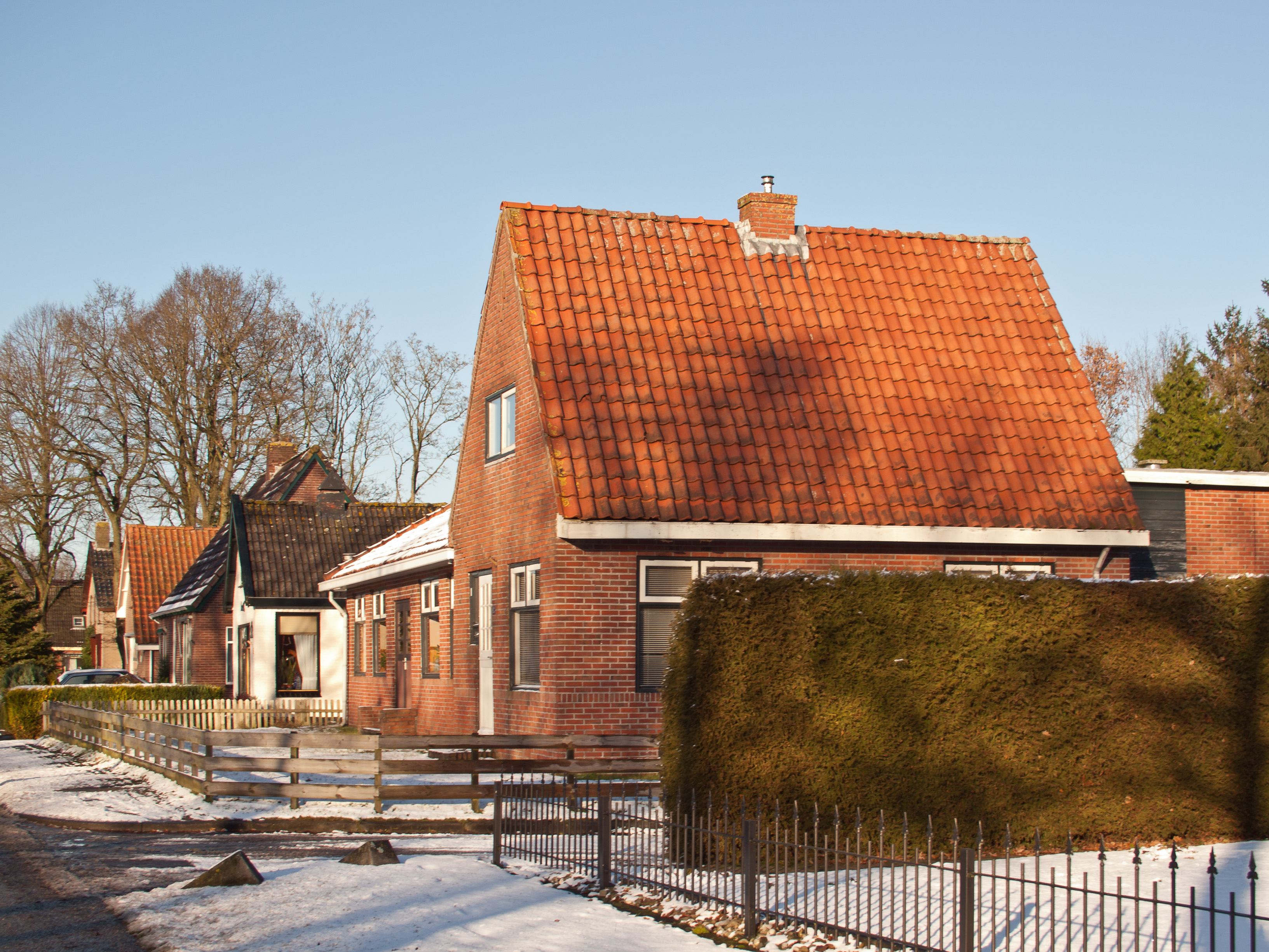
Het oude volksgebouw van Boelenslaan

## Onderwijs
Boelenslaan kent een basisschool, Basisschool De Wâldiik ([də’vɔ:ti:k]) geheten. De school is in 2013 ontstaan door een fusie van de twee scholen in het dorp die hun oorsprong kenden na de bouw van de dorpskerk.
Dorpen: Augustinusga · Boelenslaan · Buitenpost · Drogeham · Gerkesklooster · Harkema · Kootstertille · Stroobos · Surhuisterveen · Surhuizum · Twijzel · Twijzelerheide

Buurtschappen: Barghiem · Blauwhuis · Blauwverlaat · Buweklooster · Buwetille · De Kooten · De Laatste Stuiver · Dijkhuizen · Egypte · Gerben Allesverlaat · Hamsterpein · Hamshorn · Hiltjemoeiswouden · Jachtveld · Kortwoude · Kuikhorne (deels) · Lutkepost · Monniketille · Ophuis · Opperkooten · Rohel · Roodeschuur · Surhuizumer Mieden · Uitland · Vierhuizen · Westerend · Wildpad (deels) · Wildveld

Friesland: Steden en dorpen      Nederland: Provincies · Gemeenten